# Mars 3
La Mars 3, Marsnik 3 o Mart 3 era una sonda espacial del Programa Mars idèntica a la Mars 2, cadascuna amb un mòdul orbital i un mòdul de descens acoblat, desenvolupades en el marc del programa Mars de sondes soviètiques per a l'exploració de Mart. El principal objectiu de l'orbitador Mars 3 era l'obtenció d'imatges de la superfície marciana i dels núvols, determinar la temperatura, estudiar la topografia, composició i propietats físiques de la superfície, així com mesurar les propietats de l'atmosfera, mesurar el vent solar i els camps magnètics marcià i interplanetari. També actuaria com repetidor cap a la Terra dels senyals enviats pel mòdul aterrador.
El principal objectiu científic del mòdul de descens mars 3 era realitzar un aterratge suau a Mart, fer fotografies de la superfície i enviar dades de les condicions meteorològiques, així com de la composició atmosfèrica i de les propietats mecàniques i químiques del sòl. La sonda mars 3 va ser la primera que va realitzar un aterratge suau en la superfície de Mart.

## Missions actives d'astromòbils
El següent mapa d'imatge del planeta Mart conté enllaços interns a característiques areogràfiques destacant les ubicacions de «rovers» i mòduls de descens. Feu clic en les característiques i us enllaçarà a les pàgines dels articles corresponents. El nord està a la part superior; les elevacions: vermell (més alt), groc (zero), blau (més baix).